# La Foye-Monjault

La Foye-Monjault este o comună în departamentul Deux-Sèvres, Franța. În 2009 avea o populație de 754 de locuitori.